# Gdov
Gdov (rusky Гдов) je město v Pskovské oblasti v Ruské federaci. Při sčítání lidu v roce 2010 měl 4 379 obyvatel. Žije zde přibližně 3 500 obyvatel.

## Poloha a doprava
Gdov leží na východním břehu Čudsko-pskovského jezera u ústí Gdovky. Od Pskova, správního střediska oblasti, je vzdálen přibližně 125 kilometrů severně.
V Gdově končí železniční trať z Vejmarnu (kudy vede také trať z Tallinnu do Petrohradu) přes Slancy. Původně pokračovala na jih do Pskova, ale tento úsek byl zničen za druhé světové války a už nebyl obnoven.

## Dějiny
Gdov je poprvé zmiňován na začátku čtrnáctého století jako severní výspa Pskovské republiky. V roce 1431 byla na dolním toku Gdovky postaveno pevnost, ale i tak byl Gdov několikrát dobyt litevskými a švédskými vojsky.
Trvale Rusku připadl Gdov roku 1617 stolbovským mírem. Od roku 1708 patřil do Petrohradské gubernie. V roce 1780 se stal Gdov městem.
Za druhé světové války byl Gdov 19. července 1941 obsazen německou armádou a dobyt zpět byl 4. února 1944 jednotkami Leningradského frontu Rudé armády v rámci Leningradsko-novgorodské operace.

### Rodáci
- Táňa Savičevová (1930–1944), dětská oběť obležení Leningradu proslavená svým deníčkem